# Вершинята (Марий Эл)
 Вершинята  — деревня в Советском районе Республики Марий Эл. Входит в состав Вятского сельского поселения.

## Географическое положение
Находится в центральной части республики Марий Эл на расстоянии приблизительно 16 км по прямой на север-северо-восток от районного центра посёлка Советский.

## История
Известна с 1869 году как Исюйка Верхняя (Вершинята) с 6 дворами. В 1905 году в 16 дворах проживали 118 человек. В начале 1930-х годов в деревне было 25 дворов и 125 жителей. В советское время работали колхозы «Верхний ключ», «Урал», подсобное хозяйство Марийского машиностроительного завода.

## Население
Население составляло 17 человек (русские 85 %) в 2002 году, 8 в 2010.

## Известные уроженцы
- Сушаков Анатолий Павлович (род. 1941) — советский государственный и хозяйственный деятель. Главный зоотехник ордена Ленина колхоза «Рассвет» с. Вятское Советского района Марийской АССР / Марий Эл (1969—2001). Заслуженный зоотехник Марийской АССР (1979). Депутат Верховного Совета СССР XI созыва (1984—1989).